# Zschornewitz
Zschornewitz este o comună din landul Saxonia-Anhalt, Germania.